# Persone di nome Josh
| Questa pagina contiene informazioni ricavate automaticamente dalle voci biografiche con l'ausilio del template Bio e di un bot. L'aggiornamento è periodico e automatico e ricostruisce completamente la pagina. Se manca una persona in questa lista, sei pregato di non aggiungerla, ma accertati piuttosto che la sua voce biografica contenga il template Bio e che i dati anagrafici siano correttamente compilati. Se il template Bio manca, inseriscilo tu stesso o, in alternativa, metti l'avviso {{tmp\|Bio}} che ne segnala la mancanza. Se i dati riportati sono sbagliati, correggi direttamente la voce biografica; le modifiche saranno visibili in questa lista entro pochi giorni. Per chiarimenti vedi il progetto antroponimi. La lista contiene solo le 140 persone che sono citate nell'enciclopedia e per le quali è stato implementato correttamente il template Bio. Pagina aggiornata al 6 ago 2025. |

Questa è una lista di persone presenti nell'enciclopedia che hanno il nome Josh, suddivise per attività principale.

## Allenatori di calcio(1)
- Josh Tudela, allenatore di calcio e ex calciatore statunitense (Evansville, n. 1984)

## Artisti(1)
- Shag, artista e pittore statunitense (Sierra Madre, n. 1962)

## Artisti marziali misti(2)
- Josh Emmett, artista marziale misto statunitense (Phoenix, n. 1985)
- Josh Koscheck, ex artista marziale misto statunitense (Waynesburg, n. 1977)

## Attori(18)
- Josh Braaten, attore statunitense (Austin, n. 1977)
- Josh Cooke, attore statunitense (Filadelfia, n. 1979)
- Josh Dylan, attore britannico (Londra, n. 1994)
- Josh Ryan Evans, attore statunitense (Hayward, n. 1982 - San Diego, † 2002)
- Josh Fadem, attore e comico statunitense (Tulsa, n. 1980)
- Josh Hammond, attore statunitense (Boise, n. 1979)
- Josh Henderson, attore, cantante e modello statunitense (Dallas, n. 1981)
- Josh Heuston, attore e modello australiano (Sydney, n. 1996)
- Josh Hutcherson, attore statunitense (Union, n. 1992)
- Josh Kelly, attore statunitense (Yokosuka, n. 1982)
- Josh Lucas, attore statunitense (Little Rock, n. 1971)
- Josh Radnor, attore, regista e sceneggiatore statunitense (Columbus, n. 1974)
- Josh Randall, attore statunitense (Pacific Grove, n. 1972)
- Josh Andrés Rivera, attore statunitense (New York, n. 1995)
- Josh Segarra, attore statunitense (Orlando, n. 1986)
- Josh Taylor, attore statunitense (Princeton, n. 1943)
- Josh Whitehouse, attore, musicista e artista britannico (Chester, n. 1990)
- Josh Wiggins, attore statunitense (Houston, n. 1998)

## Attori pornografici(1)
- Josh Weston, attore pornografico statunitense (Sparks, n. 1973 - San Francisco, † 2012)

## Bassisti(2)
- Josh Paul, bassista statunitense (Los Angeles, n. 1977)
- Josh Sanfelici, bassista e produttore discografico italiano (Torino, n. 1968)

## Batteristi(1)
- Josh Eppard, batterista e rapper statunitense (Kingston, n. 1979)

## Calciatori(17)
- Josh Benson, calciatore inglese (Thurrock, n. 1999)
- Josh Campbell, calciatore scozzese (Edimburgo, n. 2000)
- Josh Carson, calciatore nordirlandese (Ballymena, n. 1993)
- Josh Charles, calciatore grenadino (n. 1990)
- Josh Doig, calciatore scozzese (Edimburgo, n. 2002)
- Josh Johnson, ex calciatore trinidadiano (Carenage, n. 1981)
- Josh Koroma, calciatore sierraleonese (Southwark, n. 1998)
- Josh Laurent, calciatore inglese (Leytonstone, n. 1995)
- Josh Meekings, calciatore inglese (Bury St Edmunds, n. 1992)
- Josh Mitchell, ex calciatore australiano (Belmont, n. 1984)
- Josh Mulligan, calciatore scozzese (Dundee, n. 2002)
- Josh Saunders, ex calciatore statunitense (Grants Pass, n. 1981)
- Josh Sheehan, calciatore gallese (Pembrey, n. 1995)
- Josh Stick, ex calciatore neozelandese (n. 1980)
- Josh Tymon, calciatore inglese (Kingston upon Hull, n. 1999)
- Josh Walker, ex calciatore inglese (Newcastle upon Tyne, n. 1989)
- Josh Williams, ex calciatore statunitense (Akron, n. 1988)

## Canottieri(1)
- Josh Inman, canottiere statunitense (Hillsboro, n. 1980)

## Cantanti(5)
- Josh Dubovie, cantante britannico (Laindon, n. 1990)
- Josh Klinghoffer, cantante, polistrumentista e produttore discografico statunitense (Los Angeles, n. 1979)
- Josh Ross, cantante canadese (Waterdown, n. 1996)
- Josh Todd, cantante statunitense (Los Angeles, n. 1970)
- Josh White, cantante, cantautore e chitarrista statunitense (Greenville, n. 1914 - Manhasset, † 1969)

## Cantautori(4)
- Josh Groban, cantautore, produttore discografico e attore statunitense (Los Angeles, n. 1981)
- Josh Middleton, cantautore, chitarrista e produttore discografico britannico (Reading, n. 1985)
- Josh Ritter, cantautore statunitense (Moscow, n. 1976)
- Josh Rouse, cantautore statunitense (Paxton, n. 1972)

## Cestisti(10)
- Josh Adams, cestista statunitense (Phoenix, n. 1993)
- Josh Bostic, ex cestista e allenatore di pallacanestro statunitense (Columbus, n. 1987)
- Josh Duncan, cestista statunitense (Cincinnati, n. 1986)
- Josh Hagins, cestista statunitense (Washington, n. 1994)
- Josh Harrellson, cestista statunitense (St. Charles, n. 1989)
- Josh Huestis, ex cestista statunitense (Webster, n. 1991)
- Josh Magette, cestista statunitense (Birmingham, n. 1989)
- Josh Perkins, cestista statunitense (Denver, n. 1995)
- Josh Roberts, cestista statunitense (Troy, n. 1999)
- Josh Scott, cestista statunitense (Monument, n. 1993)

## Chitarristi(1)
- Josh Martin, chitarrista statunitense (Hartford, n. 1973 - Providence, † 2018)

## Compositori(1)
- J. Ralph, compositore, cantautore e produttore discografico statunitense (New York, n. 1975)

## Conduttori televisivi(1)
- Josh Shipp, conduttore televisivo e autore televisivo statunitense (Oklahoma City, n. 1982)

## Esploratori(1)
- Josh Bernstein, esploratore, conduttore televisivo e autore televisivo statunitense (New York, n. 1971)

## Fotoreporter(1)
- Josh Haner, fotoreporter statunitense

## Giocatori di baseball(2)
- Josh Hader, giocatore di baseball statunitense (Millersville, n. 1994)
- Josh Hamilton, giocatore di baseball statunitense (Raleigh, n. 1981)

## Giocatori di football americano(34)
- Josh Andrews, giocatore di football americano statunitense (Los Angeles, n. 1991)
- Josh Ball, giocatore di football americano statunitense (Fredericksburg, n. 1998)
- Josh Boyce, giocatore di football americano statunitense (Copperas Cove, n. 1991)
- Josh Boyd, giocatore di football americano statunitense (Philadelphia, n. 1989)
- Josh Bush, giocatore di football americano statunitense (Burlington, n. 1989)
- Josh Chapman, giocatore di football americano statunitense (Hoover, n. 1989)
- Josh Cooper, ex giocatore di football americano statunitense (Mustang, n. 1989)
- Josh Doctson, giocatore di football americano statunitense (Mansfield, n. 1992)
- Josh Forrest, giocatore di football americano statunitense (Paducah, n. 1992)
- Josh Goldin, ex giocatore di football americano statunitense (Highlands Ranch, n. 1998)
- Josh Gordy, giocatore di football americano statunitense (Warthen, n. 1987)
- Josh Harris, giocatore di football americano statunitense (Carrollton, n. 1989)
- Josh Hayes, giocatore di football americano samoano americano (Lakeland, n. 1999)
- Josh Hill, giocatore di football americano statunitense (Blackfoot, n. 1990)
- Josh Huff, giocatore di football americano statunitense (Jacksonville, n. 1991)
- Josh Jobe, giocatore di football americano statunitense (Miami, n. 1998)
- Josh Jones, giocatore di football americano statunitense (Walled Lake, n. 1994)
- Josh Keyes, giocatore di football americano statunitense (Ghent, n. 1994)
- Josh Kline, giocatore di football americano statunitense (Hoffman Estates, n. 1989)
- Josh LeRibeus, giocatore di football americano statunitense (Garland, n. 1989)
- Josh McDaniels, ex giocatore di football americano e allenatore di football americano statunitense (Barbeton, n. 1976)
- Josh Murphy, ex giocatore di football americano e allenatore di football americano statunitense
- Josh Newton, giocatore di football americano statunitense (Monroe, n. 2000)
- Josh Norman, giocatore di football americano statunitense (Greenwood, n. 1987)
- Josh Oliver, giocatore di football americano statunitense (Paso Robles, n. 1997)
- Josh Portis, giocatore di football americano statunitense (Woodland Hills, n. 1987)
- Josh Robinson, giocatore di football americano statunitense (Sunrise, n. 1991)
- Josh Ross, giocatore di football americano statunitense (Detroit, n. 1999)
- Josh Shaw, giocatore di football americano statunitense (Palmdale, n. 1992)
- Josh Simmons, giocatore di football americano statunitense (San Diego, n. 2002)
- Josh Sitton, giocatore di football americano statunitense (Jacksonville, n. 1986)
- Josh Sweat, giocatore di football americano statunitense (Chesapeake, n. 1997)
- Josh Thomas, giocatore di football americano statunitense (Cedar Hill, n. 1989)
- Josh Uche, giocatore di football americano statunitense (n. 1998)

## Giocatori di poker(1)
- Josh Arieh, giocatore di poker statunitense (Rochester, n. 1974)

## Hockeisti su ghiaccio(2)
- Josh Hennessy, ex hockeista su ghiaccio statunitense (Brockton, n. 1985)
- Josh Olson, ex hockeista su ghiaccio statunitense (Fargo, n. 1981)

## Imprenditori(1)
- Josh Kopelman, imprenditore e filantropo statunitense (Great Neck, n. 1972)

## Mezzofondisti(2)
- Josh Hoey, mezzofondista statunitense (n. 1999)
- Josh Kerr, mezzofondista britannico (Edimburgo, n. 1997)

## Modelli(2)
- Josh Beech, modello e musicista inglese (Londra, n. 1986)
- Josh Wald, modello statunitense (New York, n. 1979)

## Nuotatori(5)
- Josh Davis, ex nuotatore statunitense (San Antonio, n. 1972)
- Josh Matheny, nuotatore statunitense (Pittsburgh, n. 2002)
- Josh Prenot, nuotatore statunitense (Sedalia, n. 1993)
- Josh Santacaterina, ex nuotatore australiano (n. 1980)
- Josh Schneider, nuotatore statunitense (Cincinnati, n. 1988)

## Pesisti(1)
- Josh Awotunde, pesista statunitense (Lanham, n. 1995)

## Piloti automobilistici(2)
- Josh Files, pilota automobilistico britannico (Norwich, n. 1991)
- Josh Pierson, pilota automobilistico statunitense (Portland, n. 2006)

## Pistard(1)
- Josh Charlton, pistard e ciclista su strada britannico (Sherburn, n. 2003)

## Poeti(1)
- Josh Malihabadi, poeta indiano (Malihabad, n. 1894 - Islamabad, † 1982)

## Politici(2)
- Josh Frydenberg, politico australiano (Melbourne, n. 1971)
- Josh Harder, politico statunitense (Turlock, n. 1986)

## Produttori cinematografici(1)
- Josh Evans, produttore cinematografico, regista e attore statunitense (New York, n. 1971)

## Produttori discografici(1)
- Josh Abraham, produttore discografico statunitense

## Pugili(2)
- Josh Taylor, pugile britannico (Prestonpans, n. 1991)
- Josh Warrington, pugile britannico (Leeds, n. 1990)

## Rapper(2)
- Bru-C, rapper e produttore discografico britannico (Long Eaton, n. 1991)
- Socalled, rapper e produttore discografico canadese (Ottawa, n. 1976)

## Registi(2)
- Josh Boone, regista e sceneggiatore statunitense (Virginia Beach, n. 1979)
- Josh Broecker, regista e sceneggiatore tedesco (Wuppertal, n. 1963)

## Sceneggiatori(5)
- Josh Bycel, sceneggiatore e produttore televisivo statunitense
- Josh Friedman, sceneggiatore e produttore televisivo statunitense (n. 1967)
- Josh Singer, sceneggiatore, produttore cinematografico e produttore televisivo statunitense (Filadelfia, n. 1972)
- Josh Stolberg, sceneggiatore e regista statunitense (Columbia, n. 1971)
- Josh Weinstein, sceneggiatore statunitense (Washington, n. 1966)

## Scrittori(1)
- Josh Bazell, scrittore statunitense (n. 1970)

## Tastieristi(1)
- Josh Silver, tastierista e produttore discografico statunitense (Brooklyn, n. 1962)

## Wrestler(1)
- Josh Mathews, ex wrestler e conduttore televisivo statunitense (Sea Isle City, n. 1980)